# Lomazice
Lomazice (německy Lametitz) jsou zaniklá vesnice v okrese Chomutov. Ležely sedm kilometrů jihovýchodně od Kadaně na pravém břehu řeky Ohře mezi Dolany a Běšicemi. Zanikly v roce 1967 zatopením v důsledku výstavby vodní nádrže Nechranice.

## Název
Název vesnice je odvozen z osobního mužského příjmení Lomoz ve významu ves lidí Lomazových. V historických pramenech se vyskytuje v mnoha podobných tvarech: Lomuzicz, Lonassicz, Lanassycz, Lomasicz, Lomazycze, Lomoticze aj.

## Historie
Na severovýchodním okraji vesnice byly v roce 1967 J. Bubeníkem popsány objekty z doby římské a keramické střepy dokládající existenci sídliště v časné době slovanské a ve střední a mladší době hradištní. Další pravěké objekty a snad raně středověké sídliště se nacházelo na jihozápadním okraji vesnice v místech zvaných Kostelní pole. Třetí sídliště mohlo stát asi půl kilometru jihovýchodně od vesnice u cesty do Drahonic, kde Evžen Neustupný zkoumal hrob knovízské kultury.
První písemná zmínka připomíná Lomazice k roku 1088, ale nachází se ve falzu ze dvanáctého století, podle nějž kníže Vratislav II. vesnici věnoval vyšehradské kapitule („Wratizlaus rex eccl. Wissegrad. Loumazicich terram donat.“). Další zmínky pochází až ze čtrnáctého století, kdy už v Lomazicích stával farní kostel svaté Máří Magdaleny. Farnost byla chudá, a proto byl kostel roku 1352 osvobozen od placení papežského desátku. Z let 1354–1365 pochází zprávy o Hynkovi z Lomazic, ale později se vesnice stala součástí panství Pětipsy a od šestnáctého století patřila k Polákům, u nichž zůstala až do zrušení poddanství.
Podle berní ruly z roku 1654 žili ve vesnici dva sedláci, osm chalupníků a jeden poddaný bez pozemků. Sedláci měli celkem sedm potahů, obdělávali 129 strychů půdy a chovali osm krav, tři jalovice a osm prasat. Chalupníkům patřily dva potahy, 88 strychů půdy a šestnáct krav, devět jalovic, devět ovcí, pět prasat a dvě kozy.
Roku 1846 měla vesnice 56 obyvatel. Patřila knížeti Windischgrätzovi, ale zdejší velkostatek vlastnila až do roku 1923 dolnobeřkovická větev Lobkoviců. Na severovýchodním okraji vesnice byl od šedesátých let devatenáctého století do roku 1910 otevřen důl Trojjedinost vybavený parním strojem o výkonu dvanáct koňských sil. Ze dvou tři metry mocných slojí zde sedm horníků těžilo ročně asi dva tisíce tun hnědého uhlí. Celková produkce dolu mohla dosáhnout až 50 000 tun. V menším dole Vilemína se do roku 1905, kdy byl uzavřen, vytěžilo ročně asi tisíc tun uhlí. Celkem se v něm mohlo vytěžit až 20 000 tun.
Přes Ohři vedl dřevěný most, který byl roku 1912 nahrazen betonovým. Za použití mostu se vybíralo mýto.
Zánik vesnice je spojen s výstavbou vodní nádrže Nechranice, která začala v roce 1961. Pozůstatky Lomazic byly zaplaveny v letech 1967–1968, kdy probíhalo napouštění přehradního jezera.

## Přírodní poměry
Lomazice stávaly v Mostecké pánvi na pravém břehu Ohře v nadmořské výšce okolo 240 metrů a jejich katastrální území měřilo 141 hektarů. Místo, kde vesnice stála, se nachází ve vodou zaplavené jihozápadní části katastrálního území Březno u Chomutova. Na řece se při tání sněhu vytvářely bariéry ledových ker, které způsobovaly záplavy přilehlých chmelnic.

## Obyvatelstvo
Při sčítání lidu v roce 1921 zde žilo 79 obyvatel (z toho 37 mužů) německé národnosti a římskokatolického vyznání. Podle sčítání lidu z roku 1930 měla vesnice 83 obyvatel: jednoho Čechoslováka a 82 Němců. Kromě jednoho člověka bez vyznání se všichni hlásili k římskokatolické církvi.
|           | 1869 | 1880 | 1890 | 1900 | 1910 | 1921 | 1930 | 1950 | 1961 |
| --------- | ---- | ---- | ---- | ---- | ---- | ---- | ---- | ---- | ---- |
| Obyvatelé | 81   | 75   | 72   | 54   | 70   | 79   | 83   | 69   | 44   |
| Domy      | 15   | 18   | 19   | 19   | 17   | 19   | 24   | 16   | —    |

## Obecní správa
Po zrušení patrimoniální správy se Lomazice roku 1850 staly samostatnou obcí, ale při sčítání lidu v roce 1869 už byly osadou obce Poláky, kterou zůstaly až do svého zrušení dne 1. dubna 1967.

## Lomazická elektrárna

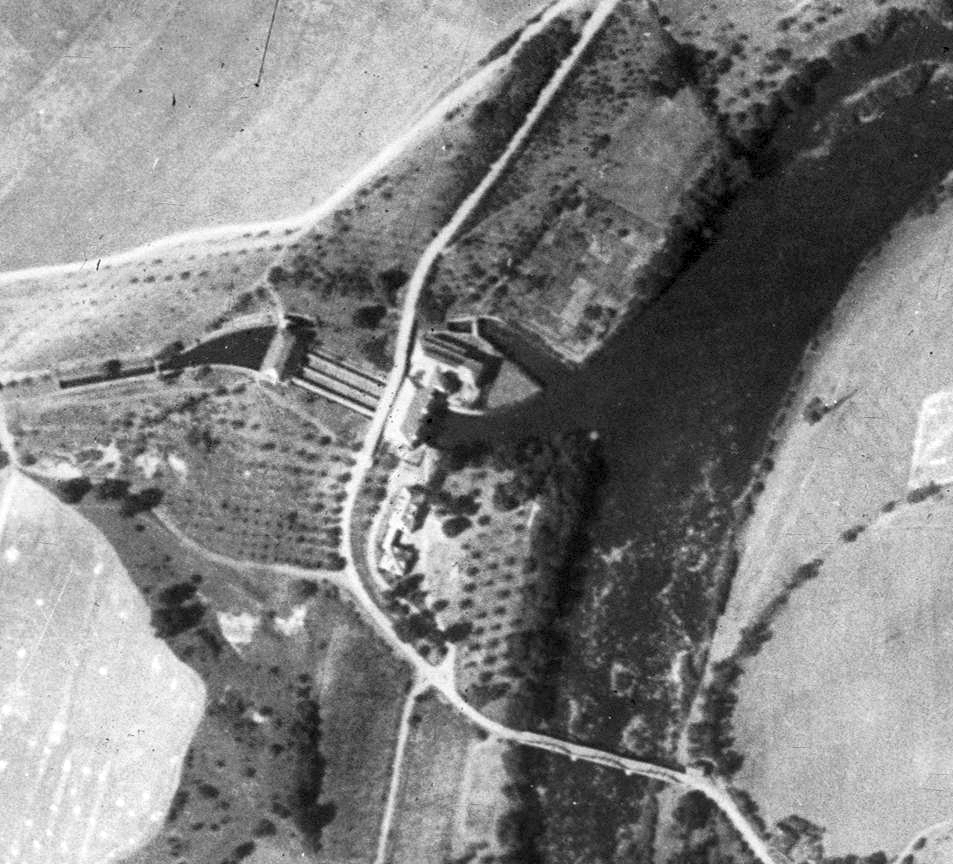
Letecký snímek elektrárny z 50. let 20. století

Od roku 1908 dodávala elektřinu do Kadaně a okolních vesnic želinská elektrárna. Její výkon však nedostačoval, a proto město Kadaň rozhodlo o výstavbě nové výkonnější vodní elektrárny u Lomazic. Ta byla spuštěna roku 1925 během prvního roku provozu se k její rozvodné síti připojilo 233 sídel. Sedm kilometrů dlouhý kanál přiváděl vodu do elektrárny, kde poháněla tři Francisovy turbíny s celkovým výkonem 7 280 kilowattů. Cena elektrárny dosáhla dvou set miliónů korun, které mělo město splácet do roku 1957. Německá okupační správa však dluh v roce 1938 anulovala.

## Pamětihodnosti
Na návsi stával původně gotický kostel svaté Máří Magdaleny. V roce 1692 proběhla jeho barokní přestavba. Druhou významnou památkou býval pozdně barokní beneficiátní dům z roku 1776, který nechala postavit Marie J. z Pergenu. Jednopatrová budova měla obdélný půdorys, fasády členěné pilastry a štukové šambrány kolem oken. Průčelí zdůrazňoval rizalit.